# Интеркомбинационная конверсия

На этом рисунке переходы под номерами 4 и 6 представляют собой интеркомбинационную конверсию

Интеркомбинационная конверсия — процесс безизлучательного перехода между состояниями различной мультиплетности. При этом не происходит изменения полной энергии молекулы. Однако следует помнить, что вслед за интеркомбинационной конверсией сразу же следует релаксация в основное колебательное состояние уже триплетного уровня. Энергия при этом передается окружающей среде.
Константа скорости интеркомбинационной конверсии теоретически составляет величину порядка 1012 с−1. Однако для обычных органических молекул, не имеющих тяжелых атомов и, как следствие, обладающих малой энергией спин-орбитального взаимодействия, из-за запрета по спину её величина падает фактически до нуля. Введение гетероатома в состав органической молекулы способствует протеканию интеркомбинационной конверсии, например, фотохимические свойства и применения бензофенона обусловлены легкостью образования триплетного состояния при фотовозбуждении.
Некоторые органические красители могут иметь высокий квантовый выход триплетного состояния. Такие свойства были зафиксированы у хлорофиллов и бактериохлорофиллов. Для изучения свойств триплетного состояния фотосенсибилизаторов применяют метод измерения кинетики фотосенсибилизированной фосфоресценции .